# Tocqueville (Manche)
Tocqueville település Franciaországban, Manche megyében. Lakosainak száma 257 fő (2022. január 1.). Tocqueville Clitourps, Gatteville-le-Phare, Sainte-Geneviève, Valcanville, Varouville és Vicq-sur-Mer községekkel határos.

## Népesség
A település népessége az elmúlt években az alábbi módon változott:
| Lakosok száma | 310  | 291  | 300  | 273  | 268  | 282  | 278  | 270  | 266  | 257  |
|               | 1968 | 1982 | 1990 | 2006 | 2013 | 2015 | 2017 | 2019 | 2020 | 2022 |